# معدن نقرة الأثري
معدن نقرة الأثري أو معدن القرشي هو منجم للذهب والنحاس  من أشهر المعادن في السعودية و يقع بين منطقة القصيم والمدينة المنورة على بعد 270 كم جنوب غرب مدينة بريدة .

## التسمية
النقرة : بالفتح, وقيل بضم أوله و إسكان ثانية. و سمي بالقرشي لأن قرشيًا اسمه المسيب بن سليمان المخزومي كان له تجارة و حوانيت في النقرة القديمة لكنه تضايق من منافسة تاجر آخر اسمه محمد بن يوسف الجعفري فخاطب المخزومي عمر بن فرج وهو بمثابة وزير الحج في بغداد فأذن له هذه الوزير أن يبتني المنجم فابتناه في أيام الخليفة العباسي هارون بن محمد بن هارون بن محمد وانتعشت القرية الجديدة لأنها تحتوي تجارة معادن و تجارة حجاج .

## الموقع
يعتبر معدن نقرة الاثري إحدى المحطات الرئيسية على طريق الحج - درب زبيدة - والذي يقع بين أضاخ وماوان. في منتصف الطريق المعبد بين القصيم والمدينة المنورة عند خط الطول 26 و 41 , وخط العرب 35 و 25 تقريبا.
تنقسم النقرة إلى موقعين: أحدهما جنوبي يعرف بالنقرة الجنوبية, والآخر شمالي أقل منه مساحة و يعرف بالنقرة الشمالية , والموقعان يبعدان عن بعضهما حوالي 3 كم. وهما لا يزالان معروفين حتى الآن .
أما المعدن (المنجم) فيقع إلى الشمال من قرية النقرة الحديثة , وهو مرتفع جبلي غرب المنطقة الأثرية الجنوبية , وإلى الشرق من وادي النقرة , بينما تغطي آثار التعدين مساحة شاسعة من موقع النقرة الشمالية, وتعد فتحة المنجم الكبيرة من أبرز المعالم الرئيسية في الموقع. وقد ذكر صاحب كتاب المناسك "أن به حصنًا حوله خندق, وله بابان خُرب عام 273 هـ , وأن هناك معدنًا مجاورًا له يقال له معدن القرشي.

## بداية التنقيب والاستخدام
يرجح المؤرخون أن البدايات الأولى للنشاط التعديني في معدن النقرة ترجع إلى حقبة سابقة لظهور الإسلام, أما في عصور الحكم العربي فقط أثبتت مخلفات التعدين و عمليات المسح الأثري وبعض الدراسات الأثرية الحديثة  أن معدن النقرة بقسمية الشمالي و الجنوبي تم استغلالهما بشكل مكثف خلال العصر العباسي الأول , حيث تم الكشف عن العديد من الأنماط العمرانية أو ما يعرف بالمستوطنات التعدينية. بالإضافة إلى كميات كبيرة من الكسر الفخارية و الخزفية التي تعود إلى تلك الفترة .

## المعدن الأثري في وقتنا الحاضر
تم استغلال هذا المنجم الاثري في وقتنا الحاضر على نطاق واسع و ذلك باستخدام الأساليب الحديثة في الحفر , حيث نتج عن ذلك إحداث العديد من الخنادق الطويلة و العميقة التي تمتد من شرق الموقع إلى غربه , ومن شماله إلى جنوبه , الأمر الذي أدى إلى تغيير معظم المعالم الأصلية لهذا الموقع.

## توقف المنجم
توقف المنجم بعد خراب الحصن و مقتل المسيب بن سليمان على يد أحمد بن حسن بن جعفر العلوي و خرب الحصن سنة 273 هـ ثم تراجع الناس بعد إليه.